# Стукачёвка
Стукачёвка (бел. Стукачо́ўка) — деревня в Долголесском сельсовете Гомельского района Гомельской области Республики Беларусь.

## География

### Расположение
В 13 км от железнодорожной станции Прибор (на линии Калинковичи — Гомель), 20 км на юго-запад от Гомеля. Граничит с лесом.

### Гидрография
На востоке мелиоративные каналы, соединённые с рекой Сож (приток реки Днепр).

## Транспортная сеть
Транспортные связи по дорогам Михальки — Калинковичи — Гомель. Планировка состоит из двух коротких улиц, которые расходятся на северо-запад и северо-восток. Застройка деревянная усадебного типа.

## История
По письменным источникам известна с XVIII века как деревня в Речицком повете Минского воеводства Великого княжества Литовского. После 1-го раздела Речи Посполитой (1772 год) в составе Российской империи. Входила в состав поместья Михальки, владение помещицы Володьковичевой, позже — Хотяновской. Согласно переписи 1897 года располагались: деревня — хлебозапасный магазин, трактир и посёлок, в Дятловичской волости Гомельского уезда Могилёвской губернии.
В 1930 году организован колхоз, работали ветряная мельница и кузница. Во время Великой Отечественной войны 38 жителей погибли на фронте. В составе совхоза «Мирный» (центр — деревня Михальки).
В 2009 году рядом с деревней было открыто новое городское кладбище Гомеля — Стукачёвское кладбище.

## Население
- 1897 год — в деревне 47 дворов 333 жителя; в посёлке 2 двора, 14 жителей (согласно переписи).
- 1926 год — 82 двора, 415 жителей.
- 2004 год — 18 хозяйств, 31 житель.